# Distrito de Aveiro
O distrito de Aveiro é um distrito português que congrega doze municípios da Região Centro e sete municípios da Região do Norte. O distrito toma o nome da cidade de Aveiro.
Os onze municípios da sua área estrutural pertencem à Comunidade Intermunicipal da Região de Aveiro e à Região do Centro: Águeda, Albergaria-a-Velha, Anadia, Aveiro, Estarreja, Ílhavo, Murtosa, Oliveira do Bairro, Ovar, Sever do Vouga e Vagos.
Seis dos seus municípios do extremo norte (Arouca, Espinho, Oliveira de Azeméis, Santa Maria da Feira, São João da Madeira e Vale de Cambra) pertencem à Área Metropolitana do Porto, enquanto que o município de Castelo de Paiva, no extremo Nordeste do distrito, pertence à Comunidade Intermunicipal do Tâmega e Sousa. No seu conjunto, esses sete municípios são municípios da Região do Norte e sempre tiveram uma forte ligação socioeconómica ao espaço urbano do Porto, que sempre foi o seu espaço urbano principal de referência.
De modo análogo, acontece com a Mealhada, no extremo sul do distrito de Aveiro, que pertence à CIM da Região de Coimbra e tem uma forte ligação à cidade de Coimbra.
O distrito limita a norte com o distrito do Porto, a leste com o distrito de Viseu, a sul com o distrito de Coimbra e a oeste com o oceano Atlântico. Tem uma área total de 2 808 km², sendo o 14.° distrito com a maior área. Em 2022 registou uma população de 712 995 habitantes, sendo o 5.° distrito mais populoso do país. Tem uma densidade populacional de 253 habitantes por km², que se dividem em 19 municípios e em 147 freguesias.

## Relegação de competências do distrito de Aveiro
Dando continuidade à reorganização administrativa, na atualidade, verifica-se o forte aumento de importância das Áreas Metropolitanas e Comunidades Intermunicipais em detrimento dos distritos. De acordo com a lei nº 45/2008 de 27 de Agosto, das áreas metropolitanas, criadas em 2003, só subsistiram as chamadas clássicas: a Área Metropolitana do Porto e a Área Metropolitana de Lisboa, sendo as restantes reorganizadas em Comunidades Intermunicipais. A razão óbvia para esta situação, para além de razões de associação económica e administrativa, tem a ver com o facto das populações não se identificarem com o distrito a que foram sujeitos, como acontece, a título de exemplo paradigmático, com os municípios de Espinho, Santa Maria da Feira, São João da Madeira, Arouca, Vale de Cambra e Oliveira de Azeméis, municípios da Área Metropolitana do Porto e da Região do Norte que, apesar de pertencerem, de modo arbitrário, ao distrito de Aveiro, sendo Aveiro uma cidade da Região Centro e da Região de Aveiro, sempre tiveram, naturalmente, uma forte ligação socio-económica ao espaço urbano do Porto, que é o seu espaço urbano de referência, para além da proximidade territorial à cidade do Porto e do seu enquadramento identitário nos municípios do distrito do Porto, factos que se acentuaram na contemporaneidade. Os habitantes dos municípios de Espinho, Santa Maria da Feira, Arouca, São João da Madeira, Vale de Cambra e Oliveira de Azeméis, municípios da Área Metropolitana do Porto e da Região do Norte, não manifestam sentimentos de pertença em relação a Aveiro, que é uma cidade da Região Centro e da Região de Aveiro. Com a lei 75/2013 de 12 de Setembro, dando continuidade à reorganização administrativa e à restruturação de competências na organização do território, os distritos foram relegados para um plano secundário, com o protagonismo administrativo das Áreas Metropolitanas e das Comunidades Intermunicipais.

## Subdivisões
O distrito de Aveiro subdivide-se nos seguintes dezanove municípios:
| Brasão | Município            | População (2011) | Área (km²) | Densidade (hab./km²) | N.º Freg. | NUT III                     |
| ------ | -------------------- | ---------------- | ---------- | -------------------- | --------- | --------------------------- |
|        | Águeda               | 47.127           | 335,28     | 149                  | 11        | Região de Aveiro            |
|        | Albergaria-a-Velha   | 24.724           | 158,83     | 165                  | 6         | Região de Aveiro            |
|        | Anadia               | 28.345           | 216,64     | 145                  | 10        | Região de Aveiro            |
|        | Arouca               | 21.751           | 327,99     | 72                   | 16        | Área Metropolitana do Porto |
|        | Aveiro               | 77.229           | 199,77     | 366                  | 10        | Região de Aveiro            |
|        | Castelo de Paiva     | 16.733           | 114,67     | 146                  | 6         | Tâmega e Sousa              |
|        | Espinho              | 31.786           | 21,11      | 1 397                | 4         | Área Metropolitana do Porto |
|        | Estarreja            | 26.555           | 108,16     | 246                  | 5         | Região de Aveiro            |
|        | Ílhavo               | 38.410           | 75,05      | 550                  | 4         | Região de Aveiro            |
|        | Mealhada             | 20.255           | 111,14     | 200                  | 6         | Região de Coimbra           |
|        | Murtosa              | 10.585           | 73,65      | 144                  | 4         | Região de Aveiro            |
|        | Oliveira de Azeméis  | 67.756           | 163,41     | 436                  | 12        | Área Metropolitana do Porto |
|        | Oliveira do Bairro   | 23.443           | 87,28      | 269                  | 4         | Região de Aveiro            |
|        | Ovar                 | 54.919           | 147,52     | 393                  | 5         | Região de Aveiro            |
|        | Santa Maria da Feira | 139.312          | 213,45     | 691                  | 21        | Área Metropolitana do Porto |
|        | São João da Madeira  | 21.625           | 8,11       | 2 683                | 1         | Área Metropolitana do Porto |
|        | Sever do Vouga       | 12.000           | 129,85     | 97                   | 7         | Região de Aveiro            |
|        | Vagos                | 22.897           | 165,29     | 146                  | 8         | Região de Aveiro            |
|        | Vale de Cambra       | 22.319           | 146,21     | 167                  | 7         | Área Metropolitana do Porto |

Na atual divisão principal do país, o distrito encontra-se dividido entre a Região do Norte e a Região Centro. Pertencem à Região do Norte os municípios integrados na Área Metropolitana do Porto, Castelo de Paiva, parte da subregião do Tâmega e Sousa. À Região Centro pertencem os restantes municípios, incluídos na subregião da Região de Aveiro, bem como a Mealhada, integrada na Região de Coimbra. Em resumo:
- Região do Norte:
  - Área Metropolitana do Porto
    - Arouca
    - Espinho
    - Oliveira de Azeméis
    - Santa Maria da Feira
    - São João da Madeira
    - Vale de Cambra

  - Tâmega e Sousa
    - Castelo de Paiva
- e na Região Centro:
  - Região de Aveiro
    - Águeda
    - Albergaria-a-Velha
    - Anadia
    - Aveiro
    - Estarreja
    - Ílhavo
    - Murtosa
    - Oliveira do Bairro
    - Ovar
    - Sever do Vouga
    - Vagos

  - Região de Coimbra
    - Mealhada

## População
Em 2011, o distrito de Aveiro registava 714 200 habitantes.
A evolução da sua população nos últimos decénios foi condicionada por vários factores, resultantes designadamente das alterações registadas nas taxas de natalidade, de mortalidade, de emigração e de imigração.
"Nos finais do século XIX a natalidade e a mortalidade [em Portugal] apresentavam valores muito elevados (em torno dos 30 ‰ no caso da natalidade e dos 20 ‰ no caso da mortalidade). Esta situação prolongou-se até à primeira década do século XX, altura em que ambas variáveis demográficas começaram a decair. A diminuição foi, porém, mais intensa no caso da mortalidade, que no espaço de aproximadamente 30 anos se reduziu para metade. A natalidade, por seu lado, apresentou uma descida menos acentuada até 1964 e uma diminuição mais rápida a partir desta data. Na primeira fase (1890-1925), as taxas de natalidade e mortalidade equilibram-se a níveis elevados e distantes uma da outra. Na segunda fase (1925-1960), assiste-se a uma diminuição acentuada da mortalidade, mantendo-se a natalidade a níveis bastante elevados (superiores a 22 ‰). Na terceira fase (1960-1985), continua a registar-se a diminuição da mortalidade, embora a ritmo inferior ao verificado anteriormente, e inicia-se o declínio acentuado da natalidade. Finalmente, a quarta fase, que se inicia em 1985, marca o restabelecimento do equilíbrio entre as taxas de natalidade e de mortalidade, mas agora a níveis baixos e muito próximos. Em consequência desta evolução desfasada da mortalidade e da natalidade, as taxas de crescimento apresentam valores elevados até ao final da década de 70, altura em que, em virtude do equilíbrio da natalidade e da mortalidade a níveis baixos, a taxa de crescimento natural se reduz progressivamente."
O distrito de Aveiro ocupa o 4º lugar entre as regiões de Portugal mais afectadas pela emigração no período de 1890 a 1990, durante o qual terão emigrado legalmente cerca de 280 mil habitantes. Como contrapartida, e a partir de meados o século XX, a industrialização do distrito começa a atrair um número significativo de imigrantes do interior do país (a chamada "litoralização"), que vão compensar em parte a saída dos emigrantes. Por volta da década de 80, verifica-se, no entanto, um novo fenómeno, que é a coexistência de dois movimentos migratórios (emigração e imigração), com aveirenses que saem para outros países, a par de estrangeiros que passam a residir no distrito.

### 1. Evolução da População do distrito de Aveiro[11]
| Número de habitantes | Número de habitantes | Número de habitantes | Número de habitantes | Número de habitantes | Número de habitantes | Número de habitantes | Número de habitantes | Número de habitantes | Número de habitantes | Número de habitantes | Número de habitantes | Número de habitantes | Número de habitantes | Número de habitantes | Número de habitantes |
| -------------------- | -------------------- | -------------------- | -------------------- | -------------------- | -------------------- | -------------------- | -------------------- | -------------------- | -------------------- | -------------------- | -------------------- | -------------------- | -------------------- | -------------------- | -------------------- |
|                      | 1864                 | 1878                 | 1890                 | 1900                 | 1911                 | 1920                 | 1930                 | 1940                 | 1950                 | 1960                 | 1970                 | 1981                 | 1991                 | 2001                 | 2011                 |
| Global *             | 251 946              | 270 383              | 291 535              | 305 574              | 339 417              | 346 938              | 391 875              | 432 685              | 483 155              | 524 576              | 545 230              | 622 988              | 654 265              | 713 575              | 714 200              |
| 0-14 Anos **         |                      |                      |                      | 82 312               | 81 519               | 77 641               | 83 091               | 94 043               | 97 724               | 108 393              | 93 790               | 72 258               | 62 857               | 51 767               | 44 197               |
| 15-24 Anos **        |                      |                      |                      | 42 968               | 38 269               | 38 573               | 47 075               | 53 166               | 58 194               | 51 909               | 47 235               | 43 050               | 39 924               | 41 092               | 34 731               |
| 25-64 Anos **        |                      |                      |                      | 108 397              | 99 307               | 92 932               | 103 086              | 118 379              | 139 963              | 145 322              | 118 985              | 100 630              | 105 339              | 117 585              | 135 466              |
| = ou > 65 Anos **    |                      |                      |                      | 22 141               | 23 119               | 22 277               | 20 138               | 20 415               | 21 396               | 21 852               | 25 005               | 27 472               | 29 675               | 31 319               | 32 378               |

* População residente; ** População presente (1900-1950)
Em 2011, o distrito de Aveiro tinha mais 462.254 habitantes do que em 1864 (data do 1.º Recenseamento Geral da População), mantendo um registo positivo em todos os recenseamentos, e com um índice de crescimento de 2,8 (popul 2011 / popul 1864), valor este superior ao registado no país que foi de 2,5.
Com excepção do município de Murtosa, todos os outros apresentavam em 2011 um maior número de habitantes do que em 1864.
Entre eles realce para Santa Maria da Feira, com mais 107.620 hb., Aveiro, com mais 59.154 hb. e Oliveira de Azeméis, com mais 44.924 hb. Já os municípios de Arouca com mais 7.231 hb, Sever do Vouga com mais 4.650 hb  e Murtosa com menos 495 habitantes, eram os que registavam os valores mais baixos.
Percentualmente, e se se tiver em conta, no entanto, o número de habitantes que residiam em cada município em 1864, os valores mais elevados foram registados em  São João da Madeira (9,8 vezes), Espinho (Portugal) (6,2 vezes) e Ílhavo (4,7 vezes).
O crescimento populacional do distrito não foi, no entanto, homogéneo ao longo dos anos , não se processou de forma idêntica em todos os municípios, e não teve resultados similares em cada grupo etário, como se verá mais à frente.
Os recenseamentos são também o reflexo de alguns dos fenómenos que ocorreram no país, como por ex. (I) a Primeira Guerra Mundial e a designada peste pneumónica ou Gripe espanhola de 1918 (recenseamento de 1920), (II) a emigração para os países da Europa central nos meados do século XX (recenseamento de 1970), (III) o regresso dos residentes nas ex-colónias de África na década de 70/80 (recenseamento de 1981) e (IV) a quebra da natalidade (recenseamento de 2011).
(I) No primeiro caso os municípios mais afectados foram Estarreja, que regista no censo de 1920 menos 1.114 habitantes do que em 1911, Ovar -774 hb., Murtosa -420 hb. e Aveiro -281 hb.
(II) No segundo caso, a vaga migratória que atinge o país nos anos 60 e 70 leva a que 11 municípios do distrito de Aveiro registem em 1970 menos habitantes do que em 1960, sendo os mais afectados os municípios de Anadia (Portugal), -3.244 hb., Murtosa -3.288 hb e Arouca, -2.538 hb.
(III) No terceiro caso, o censo de 1981 reflecte um excepcional acréscimo populacional, na ordem dos 75.000 habitantes, com especial incidência nos municípios de Santa Maria da Feira, +14.561 hb. e Aveiro, +10.476 hb.
(IV) No quarto caso constata-se que o distrito de Aveiro regista em 2011 praticamente o mesmo número de habitantes que em 2001, sendo este o período com menor crescimento populacional (+625 hb.). Dos 19 municípios 10 registavam menos habitantes, com realce para Anadia (Portugal), -2 395 hb., Oliveira de Azeméis, -2 110 hb., e Espinho (Portugal), -1.915 hb.

### 2. Evolução do grupo etário dos 0 aos 14 anos
Em 1900, havia no distrito de Aveiro uma média de cerca de 35 crianças com menos de 14 anos por 100 habitantes.
Os municípios com a taxa mais elevada eram Espinho (Portugal) (38,9%), Ílhavo (37,4%) e Santa Maria da Feira (37,1%). Com as taxas mais baixas surgiam a Mealhada (31,7%), Aveiro (31,9%) e Águeda (32,8%).
Em 1960, a média mantinha-se ainda elevada, com cerca de 33 crianças por 100 habitantes.
Espinho (Portugal) mantinha a taxa mais elevada (39,7%), seguindo-se São João da Madeira (37,7%) e Aveiro (35,8%). As percentagens mais baixas registavam-se na Murtosa (28,0%), Ovar (28,6%) e Arouca (29,2%).
Em 2011, a situação tinha-se alterado significativamente. A média tinha baixado para 15 crianças por 100 habitantes (valor muito aproximado dos 14,9% média nacional).
Castelo de Paiva surgia como o município com a taxa mais elevada (16,2%), seguido de Santa Maria da Feira (15,8%) e Oliveira do Bairro (15,8%). Com os valores mais baixos apareciam os município de Vale de Cambra (12,7%), Espinho (Portugal) (12,7%) e Anadia (Portugal) (12,8%).

Há uma nítida distinção quando se compara a evolução verificada no período de 1900 e 1960 (I) com a registada entre 1960 e 2011 (II).
(I) Durante o primeiro período verifica-se um acréscimo de cerca de 63,6% no que respeita ao número de habitantes desta faixa etária, com registos positivos em todos os recenseamentos, excepto o de 1920 que apresenta um decréscimo de 2.676 habitantes. Isto é devido, por um lado, às dificuldades económicas resultantes da 1ª Grande Guerra e, por outro, à peste pneumónica que atingiu principalmente as crianças de mais tenra idade e os mais idosos. Dos 17 municípios deste distrito, 11 registam menos habitantes, sendo Estarreja um dos mais afectados, com uma diferença de -1.225 crianças. Apesar disso em 1960 os municípios do distrito de Aveiro registavam +67 215 crianças do que em 1900, com Oliveira de Azeméis a registar +15 831 hb. (+148,2%), Santa Maria da Feira com +14 693 (+87,5%) e Espinho (Portugal) com +6 464 hb. (+434.1%). Apenas Estarreja registava um saldo negativo de -214 hb. (1,9%).
(II) Esta tendência de crescimento inverte-se no período de 1960 a 2011, com os municípios do distrito de Aveiro a registarem -67 644 crianças com idades inferiores a 14 anos (-39,1%). Este decréscimo atinge todos os municípios, com Santa Maria da Feira a registar -9 450 hb., Arouca -5 988 hb. e Oliveira de Azeméis -5 910 hb. Em termos percentuais os valores mais elevados verificaram-se em Castelo de Paiva, Arouca e Sever do Vouga, que registavam em 2011 um decréscimo superior a 60% relativamente ao número de crianças recenseadas em 1960.
Curiosamente, e apesar do crescimento verificado no total da população em praticamente todos os municípios, o número de crianças com menos de 14 anos recenseadas em 2011 mantém-se igual às registadas em 1864 (105 712 / 105 283).
| Evolução do Grupo Etário dos 0 aos 14 Anos | Evolução do Grupo Etário dos 0 aos 14 Anos | Evolução do Grupo Etário dos 0 aos 14 Anos | Evolução do Grupo Etário dos 0 aos 14 Anos | Evolução do Grupo Etário dos 0 aos 14 Anos | Evolução do Grupo Etário dos 0 aos 14 Anos | Evolução do Grupo Etário dos 0 aos 14 Anos | Evolução do Grupo Etário dos 0 aos 14 Anos | Evolução do Grupo Etário dos 0 aos 14 Anos | Evolução do Grupo Etário dos 0 aos 14 Anos | Evolução do Grupo Etário dos 0 aos 14 Anos | Evolução do Grupo Etário dos 0 aos 14 Anos | Evolução do Grupo Etário dos 0 aos 14 Anos |
| ------------------------------------------ | ------------------------------------------ | ------------------------------------------ | ------------------------------------------ | ------------------------------------------ | ------------------------------------------ | ------------------------------------------ | ------------------------------------------ | ------------------------------------------ | ------------------------------------------ | ------------------------------------------ | ------------------------------------------ | ------------------------------------------ |
|                                            | 1900                                       | 1911                                       | 1920                                       | 1930                                       | 1940                                       | 1950                                       | 1960                                       | 1970                                       | 1981                                       | 1991                                       | 2001                                       | 2011                                       |
| Habitantes                                 | 105 712                                    | 121 803                                    | 119 127                                    | 128 435                                    | 145 122                                    | 153 089                                    | 172 927                                    | 177 035                                    | 171 910                                    | 139 042                                    | 121 318                                    | 105 283                                    |
| % da Populº                                | 34,9%                                      | 36,2%                                      | 34,6%                                      | 33,6%                                      | 33,8%                                      | 32,1%                                      | 33,0%                                      | 32,5%                                      | 27,6%                                      | 21,3%                                      | 17,0%                                      | 14,7%                                      |
| Var. Anual                                 |                                            | +1,4%                                      | -0,2%                                      | +0,8%                                      | +1,3%                                      | +0,5%                                      | +0,2%                                      | +1,3%                                      | -0,3%                                      | -1,9%                                      | -1,3%                                      | -1,3%                                      |

(Obs: Os dados relativos aos grupos etários nos censos de 1900 a 1950 referem-se à população presente no município à data em que eles se realizaram Daí que se registem algumas diferenças relativamente à designada população residente)

### 3. Evolução do Grupo Etário dos 15 aos 24 Anos
Em 1900 os jovens com idade entre os 15 e os 24 anos representavam 17,4% do total da população do distrito de Aveiro.
Os municípios com as percentagens mais elevadas eram Espinho (Portugal) (20,7%), Aveiro (18,9%) e Mealhada (18,3%). Com os valores mais baixos surgiam Oliveira do Bairro (15,4%), Vale de Cambra (15,9%) e Estarreja (16,6%).
Em 1960 a percentagem mantinha-se sem grandes alterações, com uma média de 16,5 jovens por 100 habitantes.
Santa Maria da Feira mantinha a taxa mais elevada (18,0%), seguindo-se São João da Madeira (17,9%) e Vagos (17,6%). As percentagens mais baixas registavam-se em Estarreja (15,3%), Albergaria-a-Velha (15,6%) e Ovar (15,7%).
Em 2011 a situação tinha-se alterado significativamente. A média tinha baixado para 11,2% (valor ainda assim superior à média nacional de 10,9%).
Castelo de Paiva surgia como o município com a taxa mais elevada (12,6%), seguido de Arouca (12,1%) e Vagos (11,9%). Com os valores mais baixos apareciam os municípios de Mealhada (10,0%), Anadia (Portugal) (10,0%) e Oliveira do Bairro (10,1%).

(I)  Entre 1900 e 1960, e no que respeita ao número de habitantes com idade entre os 15 e os 24 anos, verifica-se um acréscimo de +64,6%, apenas com um registo negativo no recenseamento de 1960. Ao longo destes 60 anos os municípios do distrito de Aveiro registaram  um acréscimo de +34 063 hb., com Santa Maria da Feira  a registar +6 921 hb. (+85.5%), Oliveira de Azeméis +4 875 (+96,9%) e Espinho (Portugal) +3 036 hb. (+590 4%).
(II)  Ente 1960 e 2011 verifica-se uma diminuição do número de jovens (-7 073), o que representa um decréscimo de -8,1%. Isto apesar do anormal acréscimo populacional nesta faixa etária (+23 111 hb.) que se verificou no recenseamento de 1981, resultante da vinda de ex-residentes das colónias portuguesas de África e que teve especial incidência nos municípios de Santa Maria da Feira (+5 663 hb.), Aveiro (+2 952 hb.) e Oliveira de Azeméis (+2 124 hb).  No cômputo geral, verifica-se que, ao longo destes 51 anos, apenas 6 municípios tinham aumentado o número de jovens entre os 15 e os 24 anos de idade, sendo Aveiro (+1 331), Santa Maria da Feira (+1 019) e Ovar (+750) os que registavam os valores mais elevados.
De referir que entre 2001 e 2011 o distrito de Aveiro registou um decréscimo nesta faixa etária de 24 843 jovens. No espaço de 10 anos Vale de Cambra  regista -33,3% (-1 253 hb), Arouca -32,6% (2 311 hb) e Anadia (Portugal) -32,5% (-1 403 hb). Em termos quantitativos as maiores quebras verificaram-se em Santa Maria da Feira com -4 051 hb., Oliveira de Azeméis com -2 427 hb e Águeda com -2 049 hb.
| Evolução do Grupo Etário dos 15 aos 24 Anos | Evolução do Grupo Etário dos 15 aos 24 Anos | Evolução do Grupo Etário dos 15 aos 24 Anos | Evolução do Grupo Etário dos 15 aos 24 Anos | Evolução do Grupo Etário dos 15 aos 24 Anos | Evolução do Grupo Etário dos 15 aos 24 Anos | Evolução do Grupo Etário dos 15 aos 24 Anos | Evolução do Grupo Etário dos 15 aos 24 Anos | Evolução do Grupo Etário dos 15 aos 24 Anos | Evolução do Grupo Etário dos 15 aos 24 Anos | Evolução do Grupo Etário dos 15 aos 24 Anos | Evolução do Grupo Etário dos 15 aos 24 Anos | Evolução do Grupo Etário dos 15 aos 24 Anos |
| ------------------------------------------- | ------------------------------------------- | ------------------------------------------- | ------------------------------------------- | ------------------------------------------- | ------------------------------------------- | ------------------------------------------- | ------------------------------------------- | ------------------------------------------- | ------------------------------------------- | ------------------------------------------- | ------------------------------------------- | ------------------------------------------- |
|                                             | 1900                                        | 1911                                        | 1920                                        | 1930                                        | 1940                                        | 1950                                        | 1960                                        | 1970                                        | 1981                                        | 1991                                        | 2001                                        | 2011                                        |
| Habitantes                                  | 52 725                                      | 57 952                                      | 62 351                                      | 72 060                                      | 76 550                                      | 87 527                                      | 86 788                                      | 91 000                                      | 114 111                                     | 114 213                                     | 104 558                                     | 79 715                                      |
| % da Populº                                 | 17,4%                                       | 17,2%                                       | 18,1%                                       | 18,9%                                       | 17,8%                                       | 18,3%                                       | 16,5%                                       | 16,7%                                       | 18,3%                                       | 17,5%                                       | 14,7%                                       | 11,2%                                       |
| Var. Anual                                  |                                             | +0,9%                                       | +0,8%                                       | +1,6%                                       | +0,6%                                       | +1,4%                                       | +0,5%                                       | -0,1%                                       | +2,3%                                       | +0,0%                                       | -0,8%                                       | -2,4%                                       |

### 4. Evolução do Grupo Etário dos 25 aos 64 Anos
Em 1900 a faixa etária dos 25 aos 64 anos representava 40,7% do total da população do distrito de Aveiro.
Os municípios com a taxa mais elevada eram Águeda (42,7%), Mealhada (42,4%) e Oliveira do Bairro (42,4%). Com as taxas mais baixas surgiam a Espinho (Portugal) (37,2%), Santa Maria da Feira (39,1%) e Ílhavo (39,4%).
Em 1960 a média mantinha-se ainda elevada, com esta faixa etária a representar 42,6% do total da população.
Mealhada mantinha a taxa mais elevada (47,4%), seguindo-se Aveiro (46,6%) e Oliveira do Bairro (46,5%). As percentagens mais baixas registavam-se em Castelo de Paiva (36,9%), Santa Maria da Feira (38,3%) e Arouca (39,2%).
Em 2011 a situação tinha-se alterado significativamente. A média desta faixa etária tinha subido para 56,2% por 100 habitantes (valor ligeiramente superior à média nacional de 55,2%)
Santa Maria da Feira aparece como o município com a taxa mais elevada (57,9%), seguido de Aveiro (57,6%) e São João da Madeira (57,6%). Com os valores mais baixos apareciam os município de Murtosa (50,9%), Sever do Vouga (52,7%) e Anadia (Portugal) (53,5%).
Esta subida percentual é justificada, para além do acréscimo populacional verificado nesta faixa etária, pela significativa redução do número de habitantes com idades inferiores aos 24 anos.

(I) Entre 1900 e 1960, e no que respeita ao número de habitantes desta faixa etária verifica-se um acréscimo de 100 008 hb. (+81,0%), com registos positivos em todos os recenseamentos.
No final deste período os maiores aumentos verificavam-se em Santa Maria da Feira +14 283, Oliveira de Azeméis +13 153 hb., Aveiro +11 079  e Espinho (Portugal +6 464 hb. Em termos percentuais realce para o município de Espinho (Portugal), com um crescimento de +590,4% .
(II) Entre 1960 e 2011 mantém-se o crescimento populacional nesta faixa etária, verificando-se no distrito um aumento de +177 959 hb (+79,6%)
Santa Maria da Feira, (+ 48 605 hb.), Aveiro (+23 731 hb) e Oliveira de Azeméis (+19 432 hb), registam os valores mais elevados. Em termos percentuais o realce vai para o município de Santa Maria da Feira, com um acréscimo de 151,9%.
Referência especial para o recenseamento de 1970, que regista apenas um acréscimo de 2,8% relativamente a 1960, traduzindo os efeitos da vaga migratória que assolou todo o país (ainda que com menos intensidade que nos distritos do interior do país). Onze municípios do distrito apresentavam valores negativos, com  Anadia (Portugal) a registar -1 675 hb., Murtosa -1 386 hb e Mealhada -986 hb
| Evolução do Grupo Etário dos 25 aos 64 Anos | Evolução do Grupo Etário dos 25 aos 64 Anos | Evolução do Grupo Etário dos 25 aos 64 Anos | Evolução do Grupo Etário dos 25 aos 64 Anos | Evolução do Grupo Etário dos 25 aos 64 Anos | Evolução do Grupo Etário dos 25 aos 64 Anos | Evolução do Grupo Etário dos 25 aos 64 Anos | Evolução do Grupo Etário dos 25 aos 64 Anos | Evolução do Grupo Etário dos 25 aos 64 Anos | Evolução do Grupo Etário dos 25 aos 64 Anos | Evolução do Grupo Etário dos 25 aos 64 Anos | Evolução do Grupo Etário dos 25 aos 64 Anos | Evolução do Grupo Etário dos 25 aos 64 Anos |
| ------------------------------------------- | ------------------------------------------- | ------------------------------------------- | ------------------------------------------- | ------------------------------------------- | ------------------------------------------- | ------------------------------------------- | ------------------------------------------- | ------------------------------------------- | ------------------------------------------- | ------------------------------------------- | ------------------------------------------- | ------------------------------------------- |
|                                             | 1900                                        | 1911                                        | 1920                                        | 1930                                        | 1940                                        | 1950                                        | 1960                                        | 1970                                        | 1981                                        | 1991                                        | 2001                                        | 2011                                        |
| Habitantes                                  | 123 530                                     | 132 658                                     | 138 445                                     | 153 575                                     | 176 208                                     | 200 585                                     | 223 538                                     | 229 890                                     | 274 443                                     | 324 225                                     | 385 696                                     | 401 490                                     |
| % da Populº                                 | 40,7%                                       | 39,5%                                       | 40,2%                                       | 40,2%                                       | 41,0%                                       | 42,0%                                       | 42,6%                                       | 42,2%                                       | 44,1%                                       | 49,6%                                       | 54,1%                                       | 56,2%                                       |
| Var. Anual                                  |                                             | +0,7%                                       | +0,5%                                       | +1,1%                                       | +1,5%                                       | +1,4%                                       | +1,1%                                       | +0,3%                                       | +1,8%                                       | +1,8%                                       | +1,9%                                       | +0,4%                                       |

### 5. Evolução do grupo etário dos 65 e mais anos
Em 1900 havia no distrito de Aveiro uma média de 6,9 idosos com 65 e mais anos por 100 habitantes.
Os municípios com a percentagem mais baixa eram Espinho (Portugal) (3,3%), Ílhavo (5,5%) e Castelo de Paiva (5,6%). Com as percentagens mais altas surgiam Oliveira do Bairro (7,9%), Águeda (7,9%) e Anadia (Portugal9 (7,6%).
Em 1960 a média passou para 7,9 idosos por 100 habitantes.
São João da Madeira registava a percentagem mais baixa (4,5%), seguindo-se Santa Maria da Feira (6,0%) e Espinho (Portugal9 (6,4%). As percentagens mais elevada registavam-se na Murtosa (11,8%), Estarreja (10,1%) e Vale de Cambra (9,4%).
Em 2011 a situação tinha-se alterado significativamente. A média tinha subido para 17,9 idosos por 100 habitantes (valor ainda assim inferior à média nacional de 19,0%).
[Santa Maria da Feira]] surgia como o município com a taxa mais baixa (14,8%), seguido de Castelo de Paiva (15,5%) e Ovar (15,9%). Com os valores mais elevados apareciam os município de Anadia (Portugal) (23,7%), Sever do Vouga (23,3%) e Murtosa (22,6%).
Esta subida percentual é justificada pelo maior número de habitantes deste grupo etário e pela significativa redução da população com idade inferior aos 24 anos.

(I) Entre 1900 e 1960, e no que respeita ao número de habitantes desta faixa etária verifica-se que o distrito tinha passado de 20 928 hb. para 41 335 hb., ou seja, um acréscimo de +97,5%.
Os maiores aumentos verificavam-se em Santa Maria da Feira +2 294 hb., Oliveira de Azeméis +1 827 hb. e Aveiro +1 747
hb. Em termos percentuais realce para o município de Espinho (Portugal), com um crescimento de +1 068,3% .
(II) Entre 1960 e 2011 o crescimento populacional desta faixa etária torna-se ainda mais significativo, tendo o número de idosos passado de 41 335 para 127 712, ou seja, +209,0%.
Os maiores aumento verificava-se nos municípios de Santa Maria da Feira, (+ 15 655 hb.), Aveiro (+9 742 hb) e Oliveira de Azeméis (+8 674 hb). Em termos percentuais o realce vai para o município de São João da Madeira, com um acréscimo de +568,2%%.
| Evolução do grupo etário dos 65 e mais anos | Evolução do grupo etário dos 65 e mais anos | Evolução do grupo etário dos 65 e mais anos | Evolução do grupo etário dos 65 e mais anos | Evolução do grupo etário dos 65 e mais anos | Evolução do grupo etário dos 65 e mais anos | Evolução do grupo etário dos 65 e mais anos | Evolução do grupo etário dos 65 e mais anos | Evolução do grupo etário dos 65 e mais anos | Evolução do grupo etário dos 65 e mais anos | Evolução do grupo etário dos 65 e mais anos | Evolução do grupo etário dos 65 e mais anos | Evolução do grupo etário dos 65 e mais anos |
| ------------------------------------------- | ------------------------------------------- | ------------------------------------------- | ------------------------------------------- | ------------------------------------------- | ------------------------------------------- | ------------------------------------------- | ------------------------------------------- | ------------------------------------------- | ------------------------------------------- | ------------------------------------------- | ------------------------------------------- | ------------------------------------------- |
|                                             | 1900                                        | 1911                                        | 1920                                        | 1930                                        | 1940                                        | 1950                                        | 1960                                        | 1970                                        | 1981                                        | 1991                                        | 2001                                        | 2011                                        |
| Habitantes                                  | 20 928                                      | 23 314                                      | 23 187                                      | 26 762                                      | 31 122                                      | 35 990                                      | 41 339                                      | 47 305                                      | 62 524                                      | 76 785                                      | 102 003                                     | 127 712                                     |
| % da Populº                                 | 6,9%                                        | 6,9%                                        | 6,7%                                        | 7,0%                                        | 7,2%                                        | 7,5%                                        | 7,9%                                        | 8,7%                                        | 10,0%                                       | 11,7%                                       | 14,3%                                       | 17,9%                                       |
| Var. Anual                                  |                                             | +1,0%                                       | -0,1%                                       | +1,5%                                       | +1,6%                                       | +1,6%                                       | +1,4%                                       | +1,5%                                       | +2,9%                                       | +2,3%                                       | +3,3%                                       | +2,5%                                       |

### 6. Evolução Comparativa dos Grupos Etários
A grande alteração da estrutura etária do distrito de Aveiro dá-se nos meados do século passado, acompanhando as profundas alterações que se verificaram na sociedade portuguesa de então para cá. Conforme ressalta o Dr. António Barreto, o país está hoje muito diferente do que era nos anos 60/70: a natalidade diminuiu muito; a esperança de vida aumentou; a mortalidade infantil reduziu drasticamente; diminuiu consideravelmente a fecundidade das mulheres, assim como a dimensão média da família: aumentaram de modo muito significativo as uniões de facto, os divórcios, os casamentos não católicos e os filhos nascidos fora do casamento; a emigração para os países europeus atingiu valores muito elevados durante os anos 60/70; a vinda de centenas de milhares de portugueses provenientes das ex-colónias; a imigração de um elevado número de estrangeiros, designadamente de africanos, brasileiros e ucranianos, a partir dos anos 80; a liberalização do ensino e a a criação de novas universidades; a melhoria das vias de transporte e a criação de polos industriais.
Como reflexo destas alterações a distribuição da população do distrito de Aveiro sofre ao longo dos últimos 50 anos uma profunda mudança: a faixa etária dos 0 aos 14 anos passa de 42% para 15%; a dos 15 aos 24 anos passa de 17% para 11%; a dos 25 aos 64 anos passa de 42% para 56%; e a dos 65 e mais anos passa de 9% para 18%.
Mais evidente se torna esta diferença quando se comparam os diferentes índices de crescimento entre 1900 e 2011:
total do distrito - *2,36;
dos 0 aos 14 anos - *1,00;
dos 15 aos 24 anos - *1,51;
dos 25 aos 64 anos - *3,25;
dos 65 e mais anos - *6,10.
* (popul. ano X / popul. 1900)

### 7. Índices de dependência
O distrito de Aveiro, a exemplo do que acontece no resto do país, apresenta nos últimos decénios alterações demográficas de grande amplitude, com importantes repercussões sociais, económicas e culturais.
De facto, ao alterar-se a relação entre o número dos jovens  (conjunto de indivíduos com idades compreendidas entre os 0 e os 14 anos), dos idosos (conjunto de indivíduos com idades iguais ou superiores a 65 anos), e dos activos (conjunto de indivíduos com idade mínima de 15 anos e máxima de 64 anos), está também a alterar-se a relação entre aquela parte da população que constitui a mão-de-obra disponível para a produção de bens e serviços e aquela que não contribui (ou apenas o faz residualmente) para a produção de riqueza, que poderá ser designada por "dependente".
Tal relacionamento é traduzido pelos designados "índices de dependência".
Índice de Dependência de Jovens = Jovens/Activos*100
- É a relação entre a população jovem e a população em idade activa. Habitualmente definido como o quociente entre o número de pessoas com idades compreendidas entre os 0 e os 14 anos e o número de pessoas com idades compreendidas entre os 15 e os 64 anos. O índice de dependência de jovens diminui fortemente, em resultado directo da queda da natalidade. Em 1900 por cada 100 pessoas em idade activa existiam 60 jovens dependentes. Em 1960 esse valor havia descido para 55 e em 2011 para 22.
Índice de Dependência de Idosos = Idosos/Activos*100
- É a relação entre a população idosa e a população em idade activa. Habitualmente definido como o quociente entre o número de pessoas com idade igual ou superior a 65 anos e o número de pessoas com idades compreendidas entre os 15 e os 64 anos. O índice de dependência de idosos aumenta fortemente, em resultado directo do crescente número de idosos. Em 1900, por cada 100 pessoas em idade activa, havia 12 idosos. Em 1960 esse valor havia subido para 13, tendo passado para 27 em 2011.
Índice de Dependência Total= ((Jovens+Idosos))/Activos*100
- É a relação entre a população jovem e idosa, e a população em idade activa. Habitualmente definido como o quociente entre o somatório de pessoas com idades compreendidas entre os 0 e os 14 anos e as pessoas com idade igual ou superior a 65 anos, e o número de pessoas com idades compreendidas entre os 15 e os 64 anos. Um valor inferior a 100 significa que há menos jovens e idosos do que pessoas em idade activa.
Em 1900, por cada 100 pessoas em idade activa existiam 72 dependentes (jovens e idosos). Em 1960 este número havia baixado para 69 e em 2001 para 46. Em 2011 o valor subiu para 48, em resultado do aumento do índice de dependência de idosos e da redução do índice de dependência de jovens.
Índice de Envelhecimento =Idosos/Jovens*100
- É a relação entre a população idosa e a população jovem. Habitualmente definido como o quociente entre o número de pessoas com idade igual ou superior a 65 anos e o número de pessoas com idades compreendidas entre os 0 e os 14 anos.
Em 1900 porcada 100 jovens havia 20 idosos; em 1960 essa relação tinha passado para 24 idosos por cada 100 jovens; em 2011 o número de idosos tinha ultrapassado o número de jovens, passando esse índice a ser de 121 idosos por cada 100 jovens.
Índice de Sustentabilidade Potencial= Activos/Idosos*100
- Relação entre a população em idade activa e a população idosa, definida habitualmente como o quociente entre o número de pessoas com idades compreendidas entre os 15 e os 64 anos e o número de pessoas com 65 ou mais anos. Ou seja, trata-se de responder à questão: quantas pessoas entre os 15 e os 64 anos existem por idoso?
Em 1900, a proporção era de 8,4 "activos" para cada idoso; em 1960 esse número tinha descido para 7,5; em 2011 por cada idoso havia apenas 3,8 "activos".
Em termos práticos, ao reduzir-se a relação "activos"/idosos, significa, entre outras coisas, que haverá maior procura de serviços de saúde, maior pressão sobre o sistema de Segurança Social (pensões de reforma, velhice e outras), maior necessidade de lares de terceira idade, etc.

### 8. Taxas de analfabetismo
De acordo com o censo de 1878, no distrito de Aveiro e numa população de 257 049 habitantes, havia 31 865 homens (27,6%) e 6 999 mulheres (4,9%) que sabiam ler. Estes valores estavam de acordo com a média registada no país para os homens (25,0%), mas ficavam muito aquém dessa média no que respeitava às mulheres (10,7%).
Ainda de acordo com o referido censo no ano de 1864 havia 111 escolas para rapazes e 10 para raparigas; este número subiu em 1878 para 174 escolas para rapazes e 59 para raparigas.
Desde logo ressaltam destes dados duas conclusões (I) a reduzida taxa de literacia, que já na altura colocava Portugal na cauda da Europa; (II) a grande diferença que existe entre homens e mulheres em termos de alfabetização, como reflexo do papel que então era atribuído à mulher na sociedade portuguesa.
Considera-se "analfabeto" o indivíduo com 10 ou mais anos que não sabe ler nem escrever, isto é, o indivíduo incapaz de ler e compreender uma frase escrita ou de escrever uma frase completa.
(Os dados que se transcrevem dizem respeito às percentagens entre o número de analfabetos com mais de 10 anos referidos nos recenseamentos de 1900, 1950 e 2011 e o número de habitantes com mais de 10 anos.)
Em 1900, a taxa de analfabetismo global no distrito de Aveiro rondava os 73,6%, sendo entre os homens de 55,3%. e entre as mulheres de 87,5%.
Em 1950, a taxa de analfabetismo tinha caído praticamente para metade no distrito, 36,5%, sendo entre os homens de 23,3% e entre as mulheres de  47,8%.
Em 2011, a taxa de analfabetismo no distrito situava-se nos 4,3% (inferior à média de 5,2% do país). Entre os homens atingia os 2,6% (inferior à média do país de 3,5%) e entre as mulheres registava 5,9% (também inferior à média do país de 6,8%).

## Geografia física
O distrito de Aveiro localiza-se, na sua maior parte, abaixo dos 100 m de altitude, ocupando uma planície costeira que chega a ter cerca de 40 km de largura, na parte sul do distrito. A paisagem desta planície é dominada pela ria de Aveiro, e pelos rios da bacia hidrográfica do Vouga (Cértima, Alfusqueiro, Águeda, Antuã, Boco e do próprio Vouga na planície litoral, e Agadão, Caima e Mau já nos contrafortes da serra). Os únicos rios que não desaguam no Rio Vouga, mas directamente na ria de Aveiro, são o Antuã, no município de Estarreja, e o Boco, no município de Ílhavo.
Para oriente e para norte, o relevo torna-se mais acidentado, subindo-se ainda no distrito de Aveiro até às alturas das principais serras, chegando mesmo a estender-se até à serra do Montemuro, a nordeste. Na sua fronteira norte, o distrito contacta brevemente com o rio Douro e com alguns dos seus afluentes (Arda e Paiva).
O litoral é arenoso, em paisagem típica de zona lagunar, com um cordão dunar de espessura variável a separar as águas calmas da ria de Aveiro do mar.
- Principais serras do distrito de Aveiro:
  - Serra do Buçaco – 549 m de altitude
  - Serra do Arestal – 830 m de altitude
  - Serra da Arada – 1 071 m de altitude
  - Serra da Freita – 1 085 m de altitude

## Política

### Eleições legislativas
| Ano  | %       | D       | %    | D   | %      | D      | %       | D       | %           | D           | %   | D   | %    | D  | %    | D   | %   | D   | %   | D   | %    | D    | %   | D   | %       | D       | % | D | %  | D  | %  | D  |
| Ano  | PPD/PSD | PPD/PSD | PS   | PS  | CDS-PP | CDS-PP | MDP/CDE | MDP/CDE | PCP/APU/CDU | PCP/APU/CDU | UDP | UDP | AD   | AD | FRS  | FRS | PRD | PRD | PSN | PSN | B.E. | B.E. | PAN | PAN | PSD CDS | PSD CDS | L | L | IL | IL | CH | CH |
| ---- | ------- | ------- | ---- | --- | ------ | ------ | ------- | ------- | ----------- | ----------- | --- | --- | ---- | -- | ---- | --- | --- | --- | --- | --- | ---- | ---- | --- | --- | ------- | ------- | - | - | -- | -- | -- | -- |
| 1975 | 42,9    | 7       | 31,8 | 5   | 11,1   | 2      | 3,9     | –       | 3,2         | –           | –   | –   |      |    |      |     |     |     |     |     |      |      |     |     |         |         |   |   |    |    |    |    |
| 1976 | 35,0    | 6       | 30,9 | 5   | 22,5   | 4      |         |         | 3,8         | –           | 0,9 | –   |      |    |      |     |     |     |     |     |      |      |     |     |         |         |   |   |    |    |    |    |
| 1979 | AD      | AD      | 28,4 | 5   | AD     | AD     | APU     | APU     | 7,9         | 1           | 1,2 | –   | 56,6 | 9  |      |     |     |     |     |     |      |      |     |     |         |         |   |   |    |    |    |    |
| 1980 | AD      | AD      | FRS  | FRS | AD     | AD     | APU     | APU     | 6,8         | 1           | 0,7 | –   | 58,8 | 10 | 27,1 | 4   |     |     |     |     |      |      |     |     |         |         |   |   |    |    |    |    |
| 1983 | 34,9    | 6       | 36,6 | 6   | 16,4   | 2      | APU     | APU     | 7,0         | 1           | 0,5 | –   |      |    |      |     |     |     |     |     |      |      |     |     |         |         |   |   |    |    |    |    |
| 1985 | 38,4    | 6       | 23,0 | 4   | 13,5   | 2      | APU     | APU     | 6,5         | 1           | 0,8 | –   | 13,4 | 2  |      |     |     |     |     |     |      |      |     |     |         |         |   |   |    |    |    |    |
| 1987 | 60,4    | 11      | 22,8 | 4   | 5,3    | –      | 0,8     | –       | 4,4         | –           | 0,4 | –   | 2,7  | –  |      |     |     |     |     |     |      |      |     |     |         |         |   |   |    |    |    |    |
| 1991 | 58,6    | 9       | 27,9 | 4   | 6,1    | 1      |         |         | 2,8         | –           | –   | –   | 0,3  | –  | 1,2  | –   |     |     |     |     |      |      |     |     |         |         |   |   |    |    |    |    |
| 1995 | 41,2    | 6       | 40,2 | 6   | 12,6   | 2      | 2,7     | –       | 0,3         | –           |     |     | 0,2  | –  |      |     |     |     |     |     |      |      |     |     |         |         |   |   |    |    |    |    |
| 1999 | 38,3    | 6       | 40,2 | 7   | 13,6   | 2      | 3,5     | –       |             |             | 0,2 | –   | 1,3  | –  |      |     |     |     |     |     |      |      |     |     |         |         |   |   |    |    |    |    |
| 2002 | 46,3    | 8       | 33,5 | 5   | 12,8   | 2      | 2,6     | –       |             |             | 1,8 | –   |      |    |      |     |     |     |     |     |      |      |     |     |         |         |   |   |    |    |    |    |
| 2005 | 35,7    | 6       | 41,1 | 8   | 9,8    | 1      | 3,5     | –       | 5,1         | –           |     |     |      |    |      |     |     |     |     |     |      |      |     |     |         |         |   |   |    |    |    |    |
| 2009 | 34,6    | 7       | 33,8 | 6   | 13,0   | 2      | 3,8     | –       | 9,0         | 1           |     |     |      |    |      |     |     |     |     |     |      |      |     |     |         |         |   |   |    |    |    |    |
| 2011 | 44,5    | 8       | 25,9 | 5   | 12,9   | 2      | 4,1     | –       | 5,0         | 1           | 0,8 | –   |      |    |      |     |     |     |     |     |      |      |     |     |         |         |   |   |    |    |    |    |
| 2015 | CDS     | CDS     | 27,9 | 5   | PSD    | PSD    | 4,4     | –       | 9,6         | 1           | 1,0 | –   | 48,1 | 10 | 0,4  | –   |     |     |     |     |      |      |     |     |         |         |   |   |    |    |    |    |
| 2019 | 33,6    | 6       | 34,3 | 7   | 5,7    | 1      | 3,1     | –       | 10,0        | 2           | 3,0 | –   |      |    | 0,7  | –   | 1,0 | –   | 0,7 | –   |      |      |     |     |         |         |   |   |    |    |    |    |
| 2022 | 35,7    | 7       | 39,5 | 8   | 2,5    | –      | 1,8     | –       | 4,6         | –           | 1,3 | –   | 0,8  | –  | 4,5  | –   | 5,6 | 1   |     |     |      |      |     |     |         |         |   |   |    |    |    |    |
| 2024 | AD      | AD      | 27,7 | 5   | AD     | AD     | 1,4     | –       | 35,1        | 7           | 4,1 | –   | 1,7  | –  | 2,2  | –   | 5,1 | 1   |     |     |      |      |     |     |         |         |   |   |    |    |    |    |

## Infraestruturas
- Porto de Aveiro
- Linha do Norte (caminhos de ferro)
- Linha do Vouga (caminhos de Ferro)
- A 1
- A 17
- A 25
- A 29
- A 32
- IC2
- EN109
- Universidade de Aveiro
- Escola Superior de Enfermagem da Cruz Vermelha Portuguesa de Oliveira de Azeméis
- Escola Superior de Design, Gestão e Tecnologias da Produção de Aveiro Norte
- Escola Superior Aveiro-Norte
- ISCIA  - Instituto Superior de Ciências da Informação e da Administração (Aveiro)
- Instituto Superior de Entre Douro e Vouga
- Instituto Superior de Paços de Brandão
- Escola Superior de Tecnologia e Gestão de Águeda
- Instituto Superior de Contabilidade e Administração de Aveiro
- Estádio Municipal de Aveiro
- Instituto de Administração de Marketing
- Altice Labs

## Gastronomia
Pratos e doces típicos do distrito de Aveiro:
- Regueifa
- Pão de Ló de Ovar
- Vitela assada (Sever do Vouga)
- Cabrito assado (Sever do Vouga)
- Leitão à Bairrada (Mealhada, Anadia, Oliveira do Bairro, Águeda e Vagos)
- Pão de Vale de Ílhavo
- Vários pratos de bacalhau e marisco (Caldeiradas de petinga e enguia)
- Sainhas tradicionais de Vagos
- Posta arouquesa (Arouca)
- Tripa de Aveiro
- Ovos moles

## Cultura
O distrito de Aveiro tem uma cultura vasta com inúmeras romarias espalhadas por todo o distrito.
- Carnaval de Ovar, Estarreja, Mealhada e Vale de Ílhavo
- Viagem Medieval em Terras de Santa Maria, Feira
- Vagos Metal Fest, Vagos
- Festival dos Canais, Aveiro
- Vagos Sensation Gourmet, Vagos
- Festival do Bacalhau, Ílhavo
- ExpoBairrada, Oliveira do Bairro
- Feira de Março, Aveiro

- AgitÁgueda, Águeda
- FICAVouga, Sever do Vouga
- Festival do Mirtilo, Sever do Vouga
- Festival do Pão, Albergaria-A-Velha
- Semana do Enterro, Universidade de Aveiro
- Festa do Leitão, Águeda

Se preferir um serão cultural mais ligado à Natureza e ao bem-estar consigo próprio poderá visitar os seguintes locais turísticos aveirenses:
- Ecopista do Vale do Vouga, Sever do Vouga
- BioRia, Aveiro, Estarreja e Murtosa
- Costa Nova do Prado, Ílhavo
- Passadiços de Aveiro, Aveiro
- Passadiços do Paiva, Arouca e Castelo de Paiva
- Praias do Areão, Vagueira, Costa Nova, Barra, São Jacinto, Muranzel, Torreira, Furadouro, São Pedro de Maceda, Cortegaça, Esmoriz, Paramos e Espinho
- Castelo de Santa Maria da Feira
- Salinas de Aveiro
- Jardim Oudinot, Ílhavo
- Quinta do Ega, Vagos
- Aldeia Fabril da Vista Alegre, Ílhavo
- Pateira de Fermentelos
- Ponte 516, Arouca
- Farol da Barra, Ílhavo (O maior Farol de Portugal, 2º Maior da Península Ibérica e 3º Maior na Europa. Sendo considerado o 26.º mais alto do mundo).
- Reserva Natural das Dunas de São Jacinto

### Museus
- Museu Municipal de Sever do Vouga, Sever do Vouga
- Museu Marítimo de Ílhavo
- Museu da Vista Alegre, Ílhavo
- Museu do Brincar, Vagos
- Museu de Santa Joana, Aveiro
- Museu da Arte Nova, Aveiro
- Museu da Chapelaria, São João da Madeira
- Casa-Museu Júlio Dinis, Ovar
- COMUR - Museu Municipal da Murtosa
- Museu Etnográfico da Murtosa
- Casa-Museu Gandaresa de Santo António de Vagos, Vagos
- Casa-Museu Egas Moniz
- Museu do Ar - Polo Ovar (Base Aérea N.º 08 - Força Aérea Portuguesa)
- Museu Convento dos Loios
- Museu arqueológico Santa Maria da Feira
- Museu do Papel
- Museu de Santa Maria de Lamas, S.M. Feira
- Museu Municipal de Espinho - Fórum de Arte e Cultura de Espinho
- Museu do Vinho da Bairrada, Anadia e Mealhada
- Museu José Luciano de Castro, Anadia
- Aliança Underground Museum, Anadia
- Museu Militar do Buçaco, Mealhada
- Museu Sociedade Água do Luso, Mealhada